# Престон, Джон
Джон Престон (1587—1628) — английский священник, мастер Эммануил-колледжа Кембриджского университета.
Джон Престон родился в 1587 году в семье фермера Томаса Престона из Верхнего Хейворда, Нортгемптоншира и был крещён 27 октября в приходской церкви Багбрука. Томас Престон умер, когда Джону ещё не исполнилось 13 лет. Мать будущего богослова по имени Алиса, была дочерью Лоренса Марша (Lawrence Marsh) из Нортгемптоншира. В семье был как минимум ещё один ребёнок, Джеймс. Благодаря помощи богатого бездетного дяди Алисы Кресвелла (Creswell), Джона Престона направили обучаться в бесплатную школу в Нортгемптоне, затем в Бедфордшире он обучался греческому языку. 5 июля 1604 года Престона записали сайзером в Королевский колледж Кембриджа. Там он начал изучать музыку, избрав в качестве инструмента лютню. Не добившись успеха на музыкальном поприще, в 1606 году Престон перевёлся в Куинз-колледж, где изучал натуральную философию. Унаследовав и продав унаследованную от Кресвелла недвижимую собственность, Престон задумывался о дипломатической или придворной карьере. Планы отправиться в Париж, однако, не реализовались, и Престон вернулся к философии (прежде всего Аристотеля, Дунса Скота и Уильяма Оккама), астрологии и медицине. В 1608 году получил звание бакалавра, в 1609 годы был избран феллоу, и в 1611 году магистра.
В 1610 году Престон стал светским пребендарием Линкольнского собора, В те годы он ещё не рассматривал для себя религиозную карьеру, но поменял свои взгляды после услышанной в следующем году проповеди Джона Коттона из Эммануил-колледжа. Та проповедь не встретила понимания у слушателей, но произвела сильное впечатление на молодого Престона, положив начало многолетней дружбе. 19 июня 1614 года Престон был рукоположен в сан диакона диоцеза Питерборо, и на следующий день в сан священника. Постепенно Престон начал приобретать широкую известность как благочестивый, но не радикально настроенный, проповедник. Во время визита короля Якова I в Кембридж в марте 1615 года вице-канцлер Сэмюэль Харснетт назначил его оппонентом для проведения диспута на тему «могут ли собаки делать силлогизм». Престон снискал расположения монарха, отстаивая указанную возможность. Успех открыл ему возможность приблизиться ко двору, но такая перспектива уже не привлекала Престона. Тем не менее, он приобрёл ряд высокопоставленных покровителей, включая барона Брука. Следствием роста популярности стало увеличение числа учеников у Престона в Куинз-колледже. В 1620 году он получил звание бакалавра богословия и вскоре занял должность декана и катехиста в Куинз. В 1621 году Джеймс Ашшер пригласил его на должность профессора богословских споров в Дублин. После продолжительного размышления Престон отказался, надеясь занять освободившийся пост профессора богословия леди Маргарет. В итоге ожидания Престона не оправдались, но, благодаря знакомству через родственника с герцогом Бекингемом смог стать капелланом наследника престола. 21 мая 1622 года Престон сменил Джона Донна в качестве проповедника юридической корпорации Линкольнс-Инн, что добавило к его аудитории ряд членов Парламента. Большую часть времени, тем не менее, Престон проводил в Кембридже, где 31 октября 1622 года был избран мастером Эммануил-колледжа вместо престарелого Лоренса Чедертона. Первоначально произведя своим избранием некоторую сенсацию в обществе, Престон вскоре разочаровал феллоу колледжа, поскольку в силу прочих многочисленных обязанностей не мог уделять много внимания делу реформы вверенного уму заведения. Сообщение биографа Престона об участии в кёльнской дипломатической миссии сэра Артура Чичестера примерно в этот период является, возможно, анахронизмом. Наконец, 17 июля 1623 года был подписан королевский мандат на звание доктора богословия. В 1624 году Престон смог добиться ещё одной выгодной должности, лектора в церкви Троицы, дававшей £80 годового дохода.
Вершины влияния Престон достиг после смерти Якова I 27 марта 1625 года, когда он сопровождал нового короля Карла I и герцога Бекингема. В том же году Престона безуспешно пытались выдвинуть на пост лорда-хранителя. Вскоре влияние Престона начало ослабевать, чему способствовали неудачное для Бекингема развитие дел во Франции и общее усиление анти-кальвинистского направления, выразившееся в победе Ричарда Монтегю и Уильяма Лода в споре о «Appello Caesarem». Поражения негативно сказались на здоровье богослова, и 20 июля 1628 года он скончался.
Наиболее полная биография Престона принадлежит перу Томаса Болла («The Life of the Renowned Doctor Preston») и была написана между 1630 и 1650 годами. Болл был учеником и другом Престона в Куинз-колледже. Написанная в 2007 года монография Джонатана Мура (Jonathan D. Moore) является единственной к настоящему времени.